# Terra e Liberdade (Peru)
O Movimento Terra e Liberdade é um partido político peruano de tendência ecologista que se auto define como um novo movimento político de esquerda socialista, ecologista, pacifista e democrata radical. Fundado em 2010 por um grupo de intelectuais entre eles o teólogo da libertação, sociólogo, catedrático e ex-sacerdote peruano Marco Arana Zegarra, o economista e professor da PUCP Pedro Francke, o antropólogo e historiador Carlos Monge, a socióloga e ex-regidora de Lima Marisa Glave, a socióloga e docente da PUCP Marfil Francke, o ex-tenente prefeito de Lima Hernán Nuñez, e o ex-prefeito da província de Cusco Wilbert Rozas Beltrán. Faz parte da Frente Ampla.